# Чулков, Иван Денисович
Иван Денисович Чулков (1918 — 2 февраля 1942) — командир звена 41-го истребительного авиационного полка, старший лейтенант. Герой Советского Союза.

## Биография
Родился в 1918 году в селе Мариновка ныне Беляевского района Одесской области Украины в крестьянской семье. Украинец. Образование среднее. Работал в Одессе на судоремонтном заводе.
В Красной Армии с 1937 года. В 1938 году окончил Одесскую военную авиационную школу пилотов. Участник Великой Отечественной войны с июня 1941 года.
Командир звена 41-го отдельного истребительного авиационного полка кандидат в члены ВКП старший лейтенант Иван Чулков к концу августа 1941 года, защищая небо Москвы, совершил сто восемьдесят семь успешных боевых вылетов, в воздушных боях сбил лично девять и в составе группы — два самолёта противника, а при штурмовке наземных целей уничтожил две зенитные установки.
Указом Президиума Верховного Совета СССР «О присвоении звания Героя Советского Союза начальствующему составу Военно-воздушных сил Красной Армии» от 24 февраля 1942 года за «образцовое выполнение боевых заданий командования на фронте борьбы с немецкими захватчиками и проявленные при этом отвагу и геройство» удостоен звания Героя Советского Союза.
Но лётчик-истребитель не успел получить высоких правительственных наград. Он погиб в воздушном бою 2 февраля 1942 года.
Награждён двумя орденами Ленина.